# Music Man

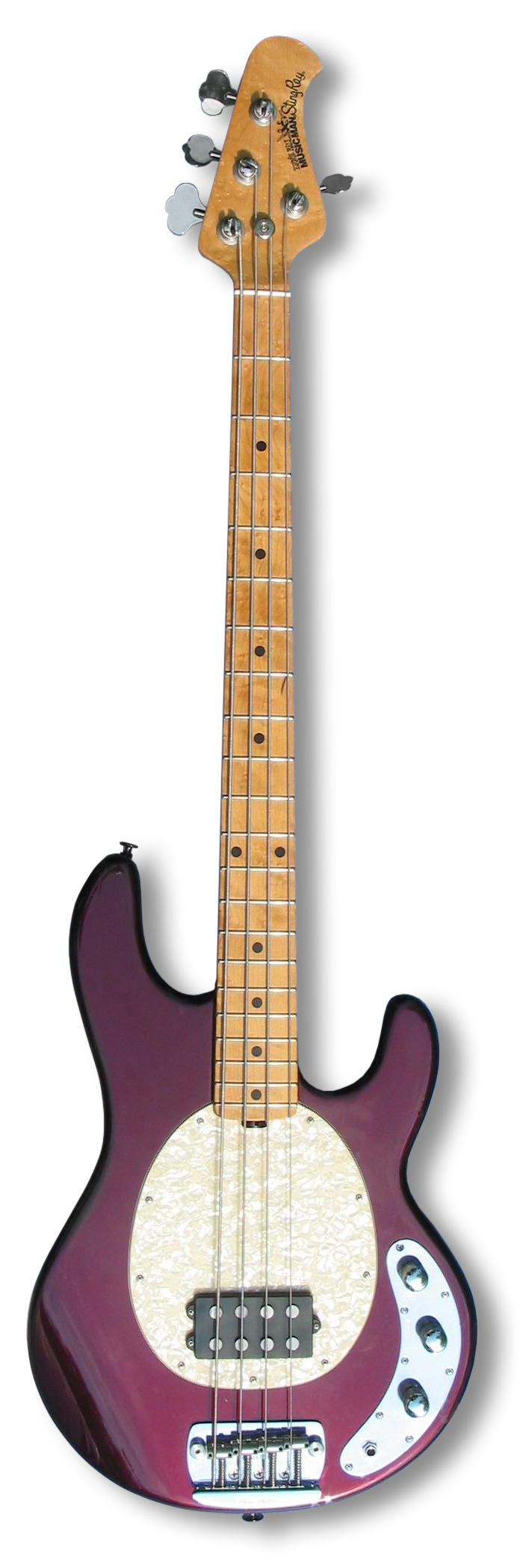
Music Man Stingray basgitaar

Music Man  is een Amerikaanse muziekinstrumentenfabriek die zich vooral bezighoudt met de fabricage van (elektrische) gitaren en basgitaren. Het is een onderdeel van Ernie Ball.
In 1971 begonnen Forrest White en Tom Walker een eigen onderneming uit ontevredenheid over de bemoeienissen van CBS met hun toenmalige werkgever Fender. Eerst voerde hun onderneming de namen Tri-Sonix en Musitek Inc. en in 1974 werd de uiteindelijke naam Music Man Inc. Leo Fender was aanvankelijk een stille vennoot en werd in 1975 president-directeur.
Befaamde instrumenten van Music Man zijn onder meer de Stingray-basgitaar uit 1976 en de SUB budget-basgitaar uit 2000.